# Димитров (Армения)
Димитров (арм. Դիմիտրով) — село в Армении в Араратской области.
Ранее называлось Гайлазор (арм. Գայլազոր), Гайлазор Неркин (арм. Գայլազոր Ներքին), Гайласар (арм. Գայլասար).
В 1949 году переименовано на Димитров в честь Георгия Димитрова (1882—1949) — политика Болгарской коммунистической партии, руководителя Коммунистического интернационала и позже премьер-министра Болгарии.
В 1835 году здесь был построен православный храм во имя святых мучеников Кирика и Иулитты.
Село имело 1 179 жителей в 2008 году. Его население состоит из армян и ассирийцев.